# Степанщинский сельский округ
Степанщинский сельский округ — упразднённая административно-территориальная единица, существовавшая на территории Воскресенского района Московской области в 1994—2006 годах.
Степанщинский сельсовет был образован в первые годы советской власти. По данным 1919 года он входил в состав Чаплыженской волости Бронницкого уезда Московской губернии.
В 1923 году к Степанщинскому с/с были присоединены Грецкий, Максимовский и Чаплыженский с/с.
В 1926 году Степанщинский с/с включал деревни Степанщино и Максимовка.
В 1929 году Степанщинский с/с был отнесён к Воскресенскому району Коломенского округа Московской области.
17 июля 1939 года к Степанщинскому с/с был присоединён Свистягинский сельсовет, а также селение Максимовка упразднённого Чаплыгинского с/с.
14 июня 1954 года к Степанщинскому с/с был присоединён Карповский с/с.
27 августа 1958 года из Гостиловского с/с в Степанщинский были переданы селения Верзилово, Муромцево и Троице-Зотово, но уже 12 декабря 1959 года они были возвращены обратно.
1 февраля 1963 года Воскресенский район был упразднён и Степанщинский с/с вошёл в Люберецкий сельский район. 11 января 1965 года Степанщинский с/с был возвращён в восстановленный Воскресенский район.
30 мая 1978 года в Степанщинском с/с было упразднено селение Мишково.
3 февраля 1994 года Степанщинский с/с был преобразован в Степанщинский сельский округ
2 июля 1997 года в Степанщинском с/с посёлок совхоза «Воскресенский» был переименован в посёлок Сетовка.
В ходе муниципальной реформы 2004—2005 годов Степанщинский сельский округ прекратил своё существование как муниципальная единица. При этом все его населённые пункты были переданы в сельское поселение Фединское.
29 ноября 2006 года Степанщинский сельский округ исключён из учётных данных административно-территориальных и территориальных единиц Московской области.